# Тополя (Буський повіт)
Тополя (пол. Topola) — село в Польщі, у гміні Стопниця Буського повіту Свентокшиського воєводства.
Населення — 162 особи (2011).
У 1975-1998 роках село належало до Келецького воєводства.

## Демографія
Демографічна структура на день 31 березня 2011 року:
|          | Загалом | Допрацездатний вік | Працездатний вік | Постпрацездатний вік |
| -------- | ------- | ------------------ | ---------------- | -------------------- |
| Чоловіки | 83      | 25                 | 51               | 7                    |
| Жінки    | 79      | 17                 | 39               | 23                   |
| Разом    | 162     | 42                 | 90               | 30                   |